# Schützen-Quadrille
Schützen-Quadrille är en kadrilj utan opustal av bröderna Eduard, Josef och Johann Strauss den yngre. Den framfördes första gången den 28 juli 1868 i Volksgarten i Wien.

## Historia
I juli 1868 stod Wien värd för den 3:e Tyska Skyttetävlingen, vilken drog inte mindre än 10 000 besökare från stora delar av världen. Flera fester anordnades i huvudstaden och i parken Pratern uppfördes en speciell 'Festhalle'. Det var där som bröderna Josef och Eduard Strauss gav en konsert med Straussorkestern den 27 juli inför fler än 12 000 gäster. Johann Strauss gjorde ett gästframträdande och spelade sin vals An der schönen blauen Donau (op. 314) där varje del av verket möttes av stormande applåder. I ett brev som Eduard Strauss skrev framgår det att bröderna Strauss som extranummer hade tänkt sig två nyskrivna verk: Johanns polka Freikugeln (op. 326) och kadriljen Schützen-Quadrille som gemensamt hade komponerats av de tre bröderna. Det stod inget i tidningarna om verkens uppförande men Franz Sabay, hornist i Straussorkestern, bekräftade i sin dagbok att polkan verkligen framfördes den 27 juli 1868. Dagen därpå, den 28 juli, spelades kadriljen vid en konsert i Volksgarten. 
Kadriljen är intressant ur den aspekten att det var den ena av endast två kompositioner där de tre bröderna Strauss gemensamt samarbetade - det andra verket var valsen Trifolien. Då en kadrilj (såsom den dansades i Wien) består av sex distinkta 'figurer' bidrog varje broder med två delar var: först Josef med Nr. 1 'Pantalon' och Nr. 2 'Été', sedan Eduard (Nr.3 'Poule' och Nr. 4 'Trénis') och sist Johann (Nr. 5 'Pastourelle' och Nr. 6 'Finale').

## Om kadriljen
Speltiden är ca 6 minuter och 2 sekunder plus minus några sekunder beroende på dirigentens musikaliska tolkning.